# Горна Река
Го̀рна Рѐка (на македонска литературна норма: Горна Река) е историко-географска област в северозападна Македония, днес в Северна Македония. Областта е част от по-големия регион Река (Реканско).

## География
Горна Река обхваща горното течение на Радика до устието на Рибничката река, към което спадат селата: Беличица, Бибане (Бибай), Богдево, Върбен, Върбяни, Вълковия, Грекане (Грекай), Жужне, Кичиница, Кракорница, Нивище, Нистрово, Ничпур, Рибница, Сенце, Тануше от община Маврово и Ростуше и Бродец от община Гостивар. В Горна Река са и вече изчезналите села Реч, Стрезимир, Търница, Щировица, Завойско и Дъбово. Повечето от останалите села също са в интензивен процес на обезлюдяване.

## История
В началото на XIX век горнореканските села са български. От Нивище е игуменът на Марковия манастир Герасим Бочович. В поменика на реканския Бигорски манастир са запазени много български горнорекански имена. Горнореканци са сред спомоществувателите на много български издания от XIX век.
Но в течение на века преживяват интензивен процес на албанизация и в началото на XX век са населени от албанци – християни и мюсюлмани. Васил Кънчов пише в „Македония. Етнография и статистика“:
| „ | Повече къмъ сѣверо-изтокъ, въ горния край на мѣстностьта Рѣка, извѣстенъ подъ името Голѣма Рѣка, населението е само арнаутско. Тукъ има 23 арнаутски села, отъ които само едно, Духъ, пада административно къмъ Тетовската Каза. Повече отъ половина населението тукъ е православно християнско. Арнаутитѣ въ Голѣма Рѣка сѫ стари жители на мѣстото. Между тѣхъ е имало българи, които сѫ поарнаутенн. Рѣканитѣ запазили по-дълго врѣме вѣрата си, като били много скрити въ тоя край. Потурчаньето имъ е усилено прѣзъ края на XVIII. в. и се е продължавало по-късно отъ половината на XIX. в. Послѣдно потурчанье на повече вѫщи е имало около 1855 год. въ с. Штировица, когато послѣднитѣ 30 хр. кѫщи сѫ приели мухамеданството. Както отъ сѣверъ така и отъ югъ групата на рѣканитѣ се допира до български села и населението е двоезично. Жителитѣ отъ Бѣличица и Киченица говорятъ добрѣ български, но домашниятъ имъ езикъ е арнаутски. Cѫщо двоезично е населението на с. Духъ. Това село е пръснато на широко по планинскитѣ височини, които дѣлятъ коритото на р. Радика отъ коритото на р. Вардаръ. И безъ съмнѣние голѣма часть отъ жителитѣ му сѫ отъ българско потекло. Ближнитѣ села Маврово, Леуново и Никифорово, разположени сѫщо въ една котловинка между двѣтѣ корита, иматъ двоезично население, но домашниятъ езикъ е български. Християнското арнаутско население отъ Голѣма Рѣка се изселя. Особно е усилено това изселянье отъ 40 години насамъ. По-рано жителитѣ сѫ се прѣселяли главно въ Тетово и Цариградъ, сега много семейства бѣгатъ въ България, и то въ Самоковъ, Дупнишко (въ Дупнишка Баня има повече отъ 30 кѫщи) и Кюстендилско. Въ с. Върбенъ е имало около половината на XIX. в. 100 кѫщи християни, а сега има само 40. | “ |

Афанасий Селишчев пише:
| „ | В 18 и 19 в. при неограничената власт на дебърските паши става силно заселване на албанци в Г. Река, идващи тук по заповед на пашите или заселващи се своеволно... Славянското население се спасява с бягство от родните си села... Останалите в Г. Река с течение на времето поради житейските обстоятелства се поалбанчват: предишният традиционен български език излиза от употреба и започва да се използва албански... Албанизацията съдействова за смяна на религията: за получаване на някои права в обществено отношение много горнореканци стават мюсюлмани. Но част от населението и след своето поалбанчване удържа християнството. | “ |

В началото на XX век албанците християни в Горна река са под върховенството на Българската екзархия и в много села - Беличица, Бродец, Кракорница, Нистрово, Сенце, има български училища. В края на първото десетилетие в региона се появява сръбската пропаганда и повечето от християните горнореканци с изключение на част от жителите на Беличица се връщат към патриаршията като сърбомани.